# Haenianthus
Haenianthus  é um gênero botânico da família Oleaceae
Encontrado nas Índias Ocidentais.

## Espécies
- Haenianthus grandifolius
- Haenianthus incrassatus
- Haenianthus oblongatus
- Haenianthus obovatus
- Haenianthus salicifolius
- Haenianthus variifolius

## Nome e referências
Haenianthus Grisebach, 1861